# Арсиноя (Пафос)
Арсиноя (греч. Ἀρσινόη) — ныне несуществующий, древний город на юго-западе Кипра, лежащий между старым и новым Пафосом, с гаванью, храмом и священной рощей. Город основал Птолемей Филадельф и назван он в честь Арсинои II, его жены и единокровной сестры.
Имеется несколько древних городов со схожим названием, например Арсиноя.